# Pavel Zifčák
Pavel Zifčák (2 marzo 1999) è un calciatore ceco, attaccante del Sigma Olomouc.

## Carriera

### Club
Cresciuto nel settore giovanile del Sigma Olomouc, nel 2019 viene ceduto in prestito in seconda divisione al Pardubice; debutta fra i professionisti il 20 luglio in occasione del match vinto 2-1 contro il Viktoria Žižkov.
Conclude la stagione con 29 presenze e due reti segnate e dopo aver fatto ritorno al Sigma Olomouc viene confermato in prima squadra.

### Nazionale
Ha giocato nelle nazionali giovanili ceche Under-18, Under-19 ed Under-20.

## Statistiche

### Presenze e reti nei club
Statistiche aggiornate al 5 ottobre 2021.
| Stagione        | Squadra         | Campionato      | Campionato | Campionato | Coppe nazionali | Coppe nazionali | Coppe nazionali | Coppe continentali | Coppe continentali | Coppe continentali | Altre coppe | Altre coppe | Altre coppe | Totale | Totale |
| Stagione        | Squadra         | Comp            | Pres       | Reti       | Comp            | Pres            | Reti            | Comp               | Pres               | Reti               | Comp        | Pres        | Reti        | Pres   | Reti   |
| --------------- | --------------- | --------------- | ---------- | ---------- | --------------- | --------------- | --------------- | ------------------ | ------------------ | ------------------ | ----------- | ----------- | ----------- | ------ | ------ |
| 2019-2020       | Pardubice B     | CFL             | 5          | 2          |                 | -               | -               |                    | -                  | -                  |             | -           | -           | 5      | 2      |
| 2019-2020       | Pardubice       | FNL             | 29         | 2          | CRC             | 2               | 0               |                    | -                  | -                  |             | -           | -           | 31     | 2      |
| 2020-2021       | Sigma Olomouc B | MSFL            | 3          | 0          |                 | -               | -               |                    | -                  | -                  |             | -           | -           | 3      | 0      |
| 2020-2021       | Sigma Olomouc   | 1L              | 20         | 3          | CRC             | 2               | 0               |                    | -                  | -                  |             | -           | -           | 22     | 3      |
| 2021-2022       | Sigma Olomouc   | 1L              | 8          | 3          | CRC             | 0               | 0               |                    | -                  | -                  |             | -           | -           | 8      | 3      |
| Totale carriera | Totale carriera | Totale carriera | 65         | 7          |                 | 4               | 0               |                    | -                  | -                  |             | -           | -           | 69     | 7      |